# Falabella
A Falabella a világ legkisebb lófajtája, magassága ritkán haladja meg a 78 centimétert. Ritka fajta, csak néhány ezer személy birtokolja az egész világon. Méreteit figyelembe véve még csak nem is póni, hanem miniatűr ló. Akár 30 évig is él.

## Története
A Falabella egy dél-amerikai eredetű törpe ló, amelyet valójában nem lehet fajtába sorolni. Eredete a spanyol hódításokig vezethető vissza. A falabella olyan, mint egy melegvérű ló kicsinyített mása. Vagyis nem póni, hanem törpeló, amelynek pontos eredetét homály fedi. Argentínából származik, ahol a Falabella család vette kezébe a tenyésztésüket, de a fajta kialakításának titkára sosem derült fény. Feltételezések szerint a kiinduló állományt a helyi criollo fajta adta, és e törpe változat egy kisebb ménesből alakult ki, és a szoros beltenyésztés eredményeként vált egészen kicsivé. Más vélemények szerint a különféle pónik, valamint arab lovak adták a nemesítés alapját. A falabella  a legdrágább lovak közé tartozik a világon, és minél kisebb, annál drágább. Általában 86 cm-nél nem magasabb, de alig 50 cm-es is akad közöttük. Lovaglásra nemigen használhatók, legfeljebb mini kocsi elé szokták őket befogni, mert törékeny termetük ellenére 30 kg-ot is képesek elhúzni.
A legkisebb lovat Little  Pumpkin, falabella mén . Súlya mindössze 9 kg volt. 1973-ban született. A világ legkisebb lófajtája. Elragadó hobbiállat, roppant értelmes és barátságos jószág.

## Megjelenése
A falabella lovak végtagjai finomak, és kifogástalan vonalúak. Két csigolyával, és két bordával kevesebb van csontvázukban, mint a normál lovakéban és pónikéban. Kis fej, széles homlok jellemző rájuk, a fülek kicsit hosszabbak, mint a shetlandi pónié. A lapocka meredek, a hát és a hátulsó láb jól formált. A puha végtagokban kevés a csontozat, és az elülső lábak kissé X állásúak, a hátulsók gyakran gacsosak, a paták meredekek. A sörény és a farok nagyon telt. Minden szín megtalálható, a foltosak, és az appaloosa is.
Marmagassága általában a 78 cm-t nem haladja meg. A csikók nagyon kicsik, a felnőtt magasságot 2 éves korra érik el.

## Hasznosítása
A falabella törékeny termete miatt főként hobbiállatként és remek társként terjedt el. Egyes egyedek akár szobatisztaságra is megtaníthatóak, így remek bentlakásos társ lehet. Gyakran hosszú életű, jó tartás mellett akár 40-45 évig is élhet.

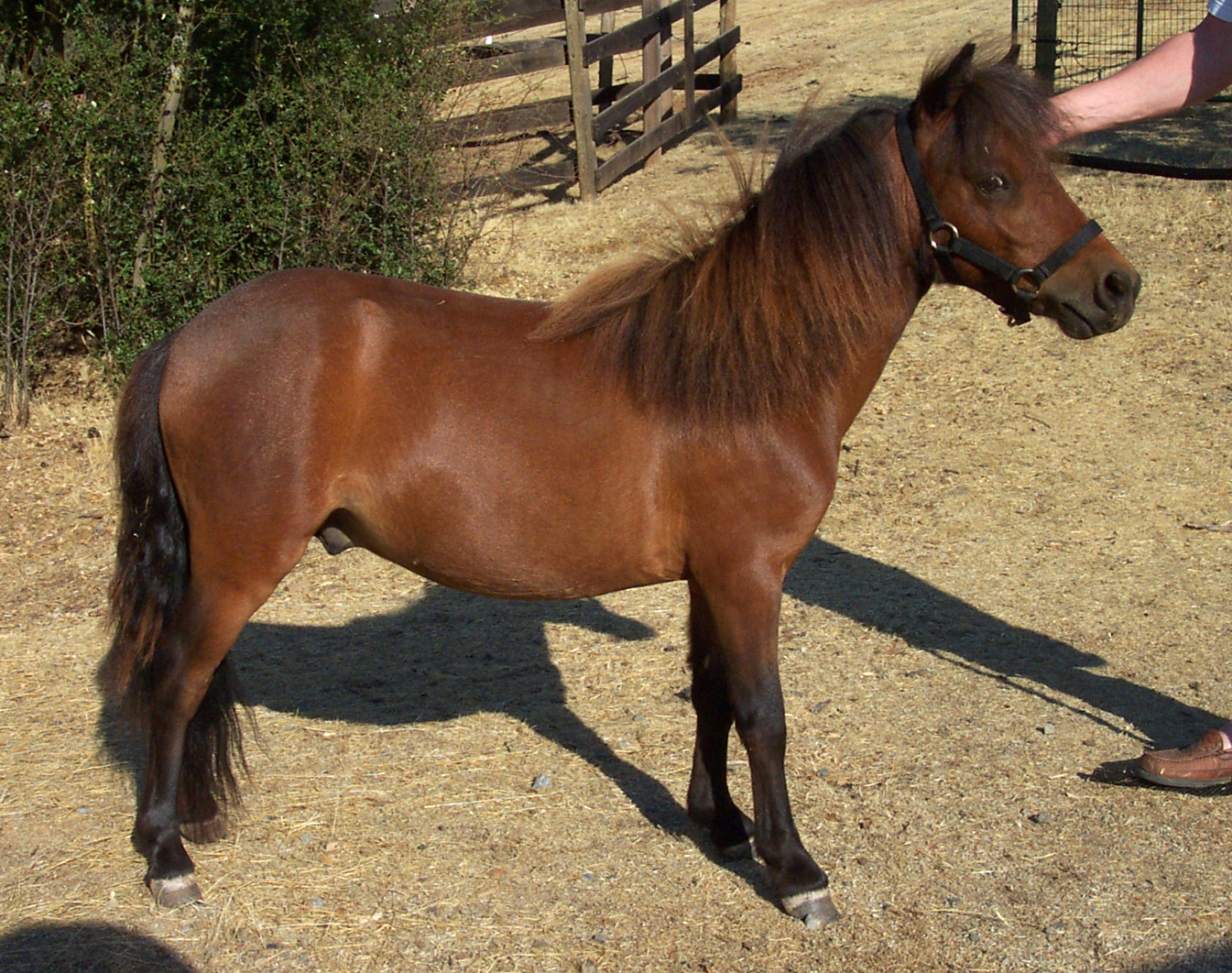
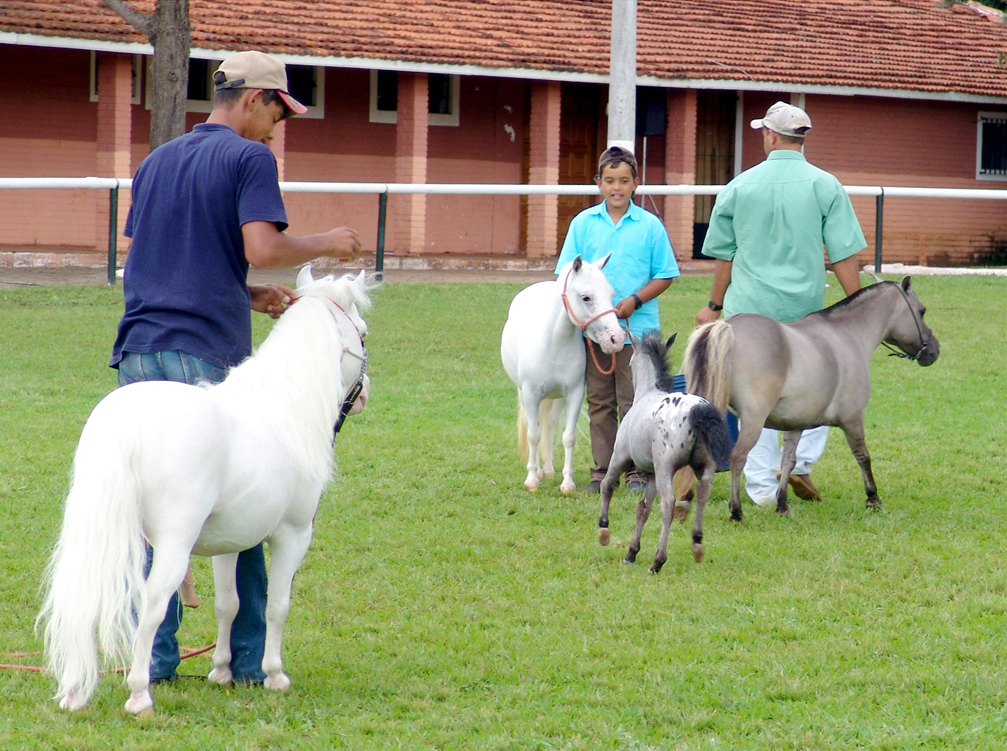
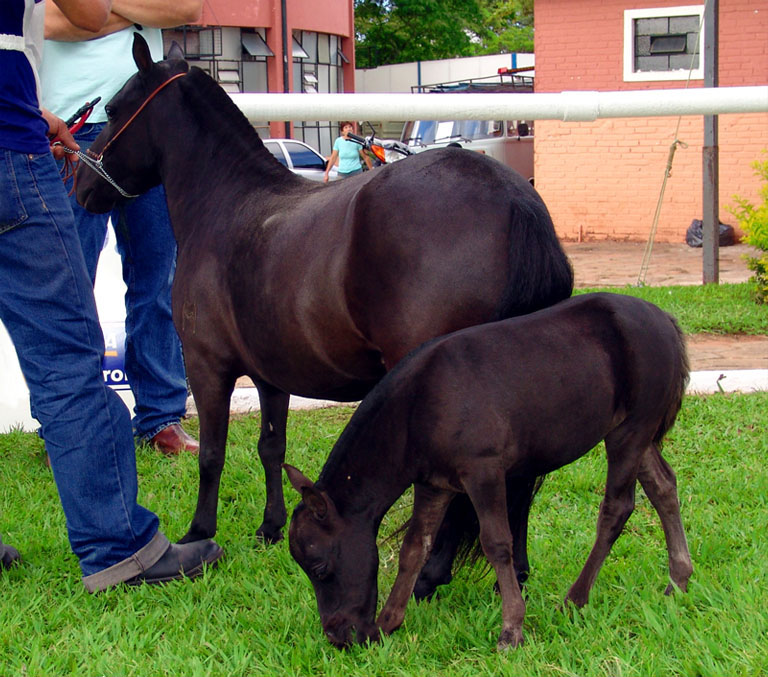
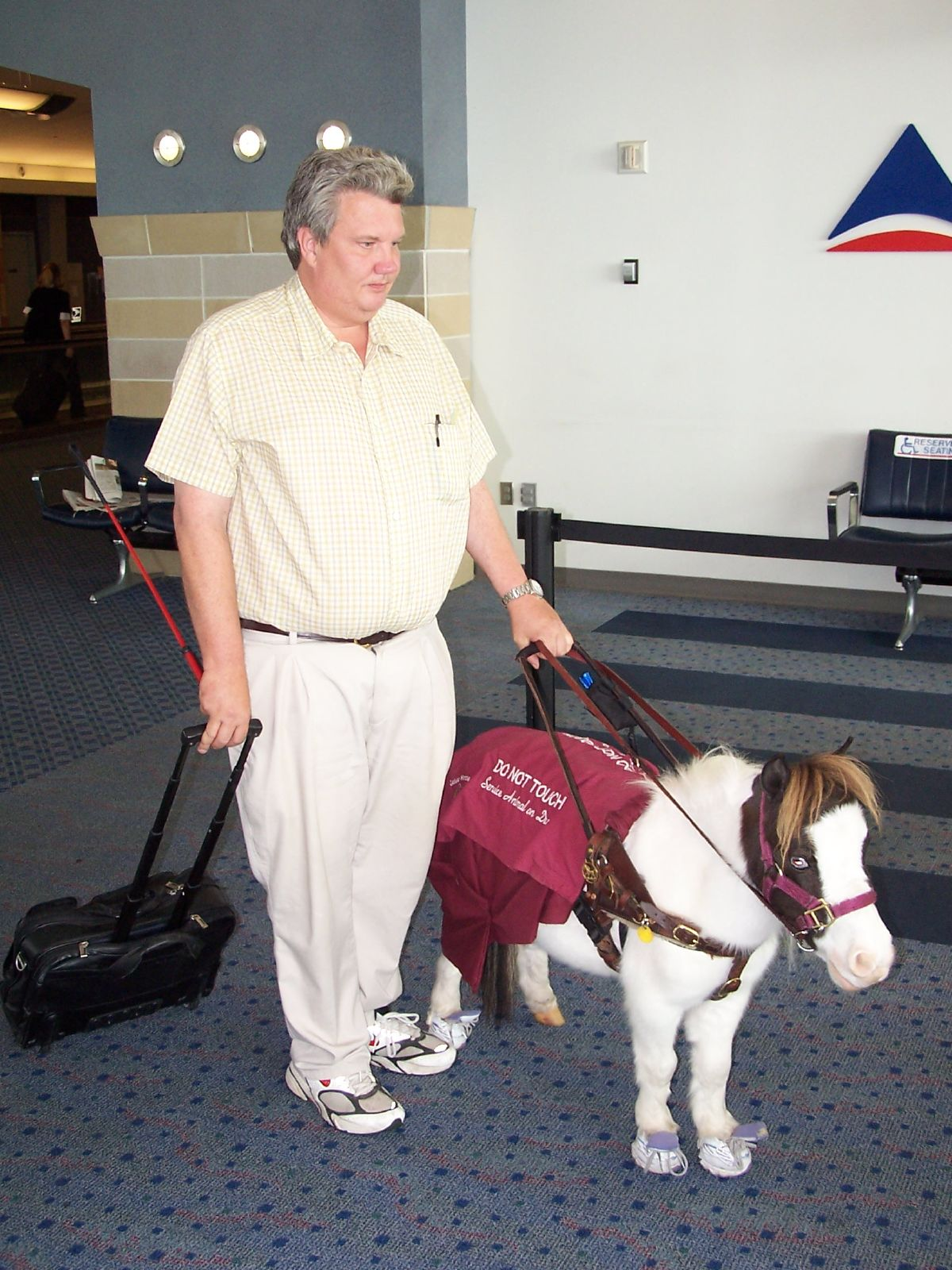